# Port lotniczy Ushuaia
Port lotniczy Ushuaia (hiszp: Aeropuerto Internacional de Ushuaia - Malvinas Argentinas, IATA: USH, ICAO: SAWH) – port lotniczy położony na wyspie, 4 km na południe od Ushuaia, w południowej Argentynie. Jest jednym z najdalej wysuniętych na południe portów lotniczych na świecie.
Ten mały międzynarodowy port lotniczy został otwarty w 1995 roku, zastępując starsze lotnisko. Lotnisko jest wykorzystywane przez różne odrębne linie w różnych okresach. Jest to najbardziej wysunięte na południe międzynarodowe lotnisko na świecie i jest często wykorzystywane przez pasażerów statków pasażerskich jako brama do Antarktydy.
Port lotniczy Ushuaia nadaje się do odbioru samolotów tak dużych, jak Boeing 747. Tower Air obsługiwało tego typu samoloty na lotnisku i Aerolíneas Argentinas podczas imprez dla dużej liczby osób (np. cały rejs statkiem). Dwa czarterowe concorde Air France odwiedziły także w przeszłości lotnisko: F-BTSD przybył z Buenos Aires i dalej do Santiago, na początku 1999 roku, drugi przybył z Wyspy Wielkanocnej. Condor i LTU oferuje także loty czarterowe z Berlina, i First Choice Airways z Wielkiej Brytanii. Oferuje także loty czarterowe do Maputo w Mozambiku.
Nazwa lotniska odzwierciedla aspiracje Argentyny do suwerenności Falklandów. Nazwy Falklady w Argentynie nie używa się, natomiast stosuje nazwę w języku hiszpańskim - Malwiny. Nazwę lotniska można więc tłumaczyć jako Międzynarodowy port lotniczy Ushuaia - Argentyńskie Malwiny.

## Linie lotnicze i połączenia
- Aerolíneas Argentinas (Bahía Blanca, Buenos Aires-Jorge Newbery, Buenos Aires-Ezeiza, Córdoba, El Calafate)
- LATAM Chile (Buenos Aires-Jorge Newbery)

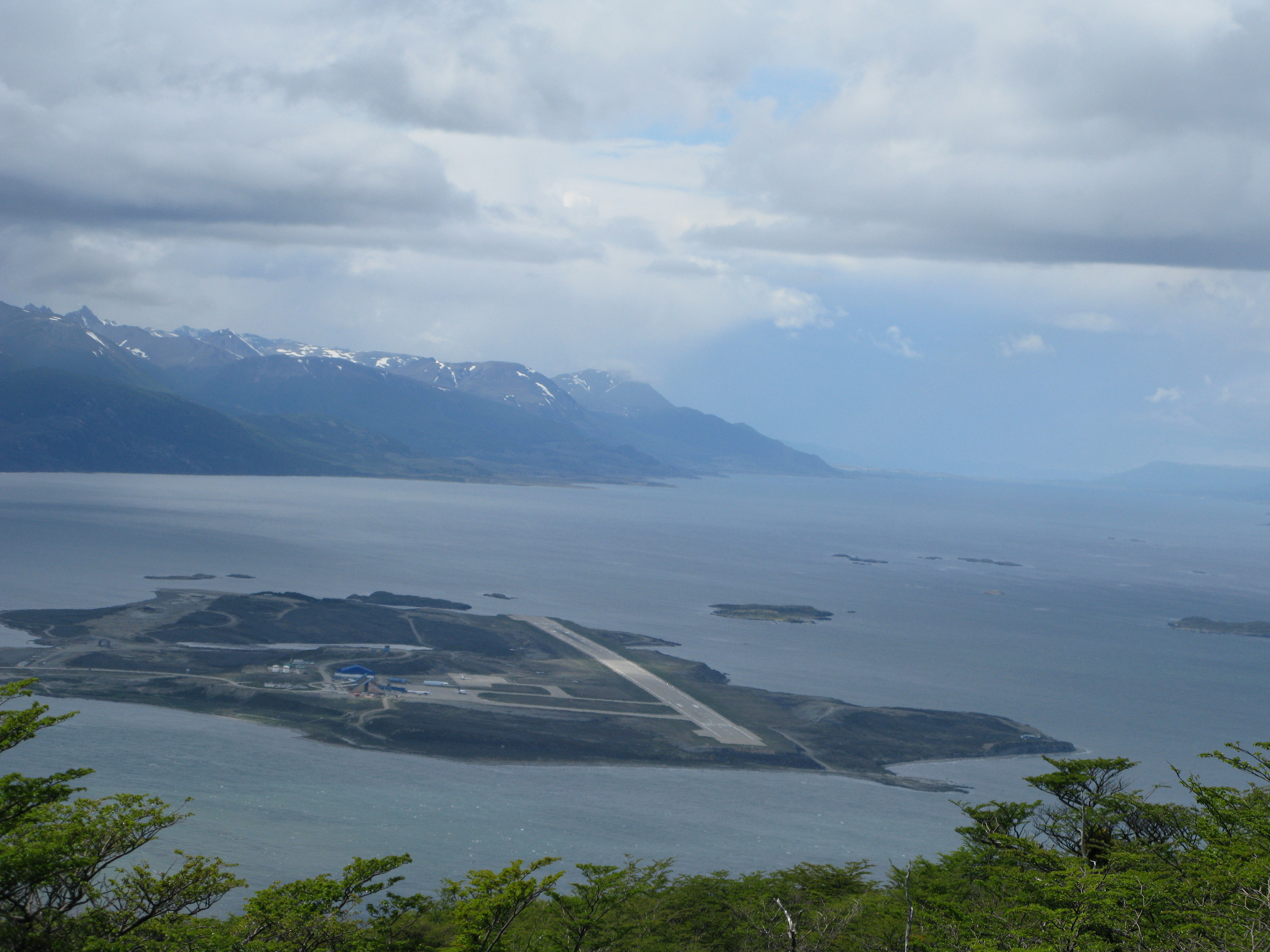
Widok ogólny

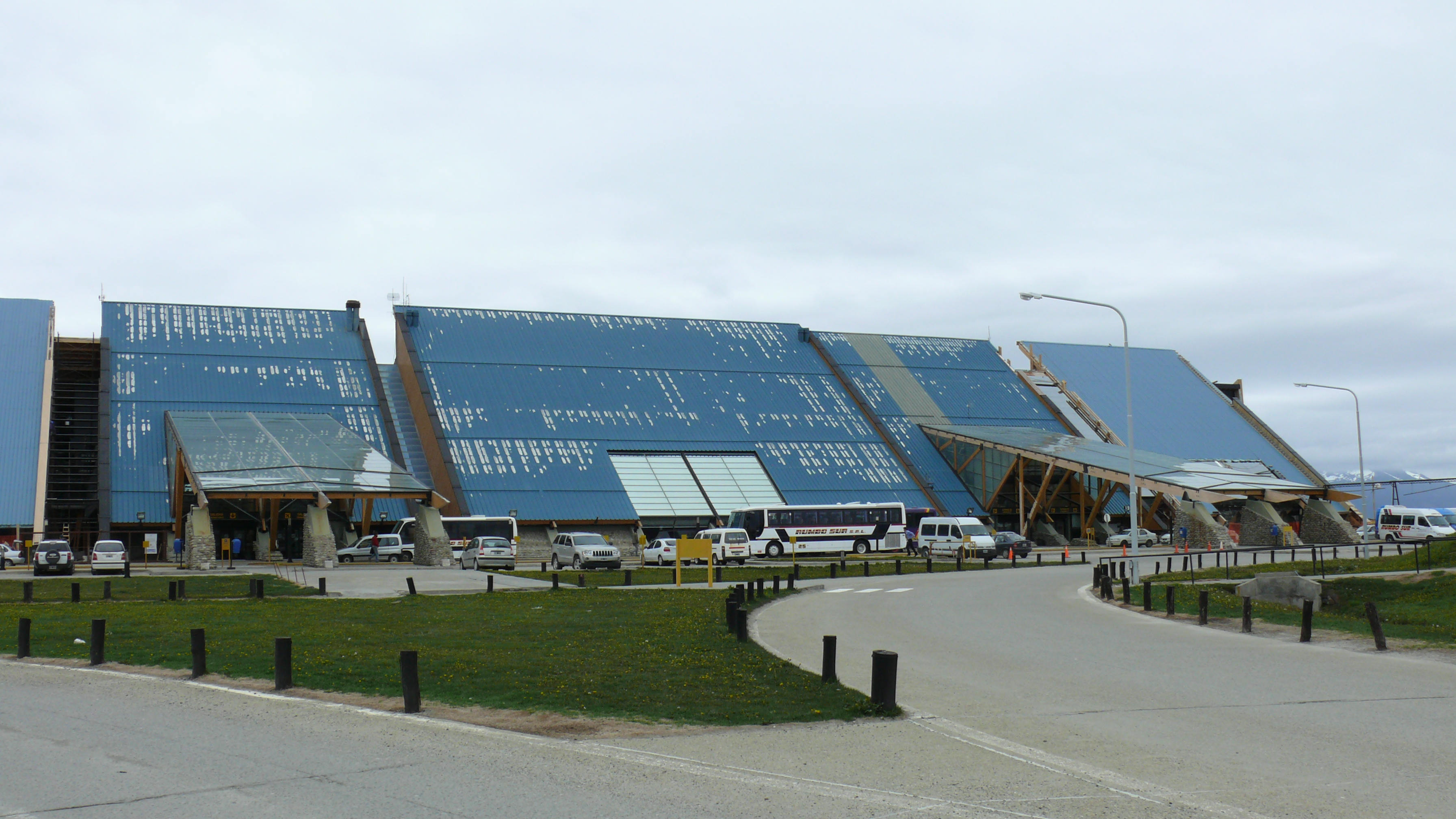
Budynek terminalu pasażerskiego